# Mael (azienda)
L'azienda Mael di Roma, la cui sede produttiva è dislocata nel nucleo industriale di Carsoli-Oricola (AQ), è una fabbrica produttrice di sistemi informatici. Fu creata nel 1969 dall'ing. Massimo Rinaldi con il nome INSEL S.p.A. (Industria Sistemi Elettronici). Ha cambiato il nome in Mael negli anni Settanta. Il nome MAEL deriva dalle iniziali dell'inventore (MAssimo) e della moglie (ELiana).

## Storia
Fin dalla nascita produce calcolatori per il mercato italiano e soprattutto estero.
Dal 1975 costruisce strumenti per l'automazione della riscossione dei c/c installati nella maggioranza degli uffici di poste italiane.
Dal 1980 produce i terminali per l'emissione dei biglietti ferroviari, posizionati nella maggior parte delle stazioni ferroviarie italiane.
Nel 1981, l'azienda diventa il fornitore per l'automazione del gioco del Totocalcio. Si è aggiudicata l'appalto di gara nell'ottobre 1980. Prevedeva 150 miliardi di lire per gli impianti e costi di manutenzione di 5/6 miliardi di lire all'anno. Il sistema viene esportato anche in Iugoslavia e Grecia.
Nel 1982, Olivetti compra la maggioranza della Mael Computer e Rinaldi vi ricoprirà la carica di presidente e amministratore delegato. In particolare Olivetti acquisisce il 49,5% dei diritti e il 70% del capitale, per un importo di 4,6 miliardi di Lire. Con l'acquisizione da parte di Olivetti, la Mael abbandona la progettazione e produzione di mini-computer ad uso generale e si dedica alla progettazione e produzione di terminali specializzati per l'acquisizione e gestione dei dati nei punti di contatto fra aziende fornitrici di servizi e clienti.
Nel 1986 viene assorbita dalla Tecnost di Ivrea e ne diventa la principale divisione di progettazione e produzione. 
Nel 1994 la Olivetti Tecnost Mael Group realizza l'automazione del gioco del Lotto nell'ambito di un consorzio di varie aziende, in cui Mael (nello stabilimento di Carsoli) si occupa della progettazione, hardware e software, e della produzione del terminale di ricevitoria.
Nel 1999, la Tecnost-Mael è utilizzata da Olivetti come veicolo per la scalata a Telecom Italia. Al termine dell'acquisizione Mael continua ad operare, nell'ambito di Olivetti, come divisione specializzata per l'automazione del settore delle lotterie e del gaming più in generale, utilizzando lo stabilimento di Carsoli come area di progettazione HW&SW di base e per la produzione di terminali e la sede di Roma come area di progettazione dei software applicativi.
Nel 2006 terminano le attività di progettazione e produzione nello stabilimento di Carsoli, che vengono accorpate nelle sedi Olivetti di Ivrea e Aglie'. Lo stabilimento di Carsoli ha continuato ad essere utilizzato per attività di assistenza tecnica e di call center.

## Prodotti

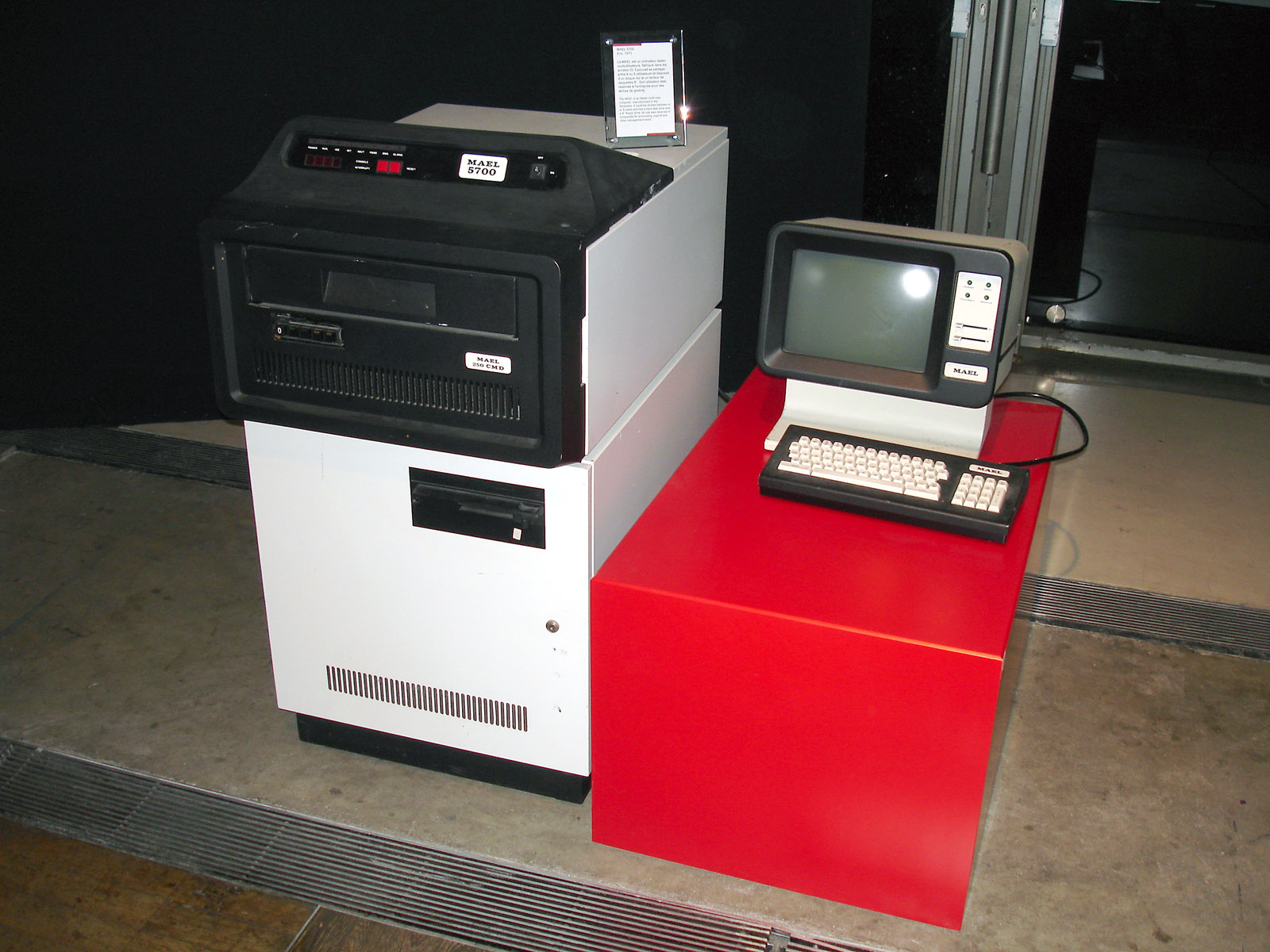
Minicomputer Mael 5700

### Computer
Elenco dei principali calcolatori distribuiti dall'azienda
- MAEL 4000 (1970)
- MAEL 4200 (1971)
- MAEL 4800 (1972)
- MAEL 4400,4420,4425,4820,4825,4850 e 3000(1973)
- MAEL 4855 (1974)
- MAEL serie 4000, note:  La serie dei computer MAEL 4000 era dotata di schede di memoria a nuclei magnetici da 1Kbyte e che mantenevano i dati anche in assenza di alimentazione elettrica. Inizialmente i supporti fisici di archiviazione dei dati erano due lettori di cassette magnetiche (le classiche cassette audio ma formattate in maniera da essere suddivise in records di dati) che poi, all'incirca nel 1975 vennero sostituite da due lettori di floppy disk da 8". Nel 1975 circa vennero introdotti anche i primi video a carattere in sostituzione dei display a riga. La programmazione veniva effettuata introducendo le istruzioni dell'unità di elaborazione direttamente da una tastiera funzionale che riportava tutte le istruzioni eseguibili.  Le istruzioni venivano caricate dal programmatore direttamente nelle specifiche locazioni di memoria dove dovevano essere eseguite (non esisteva un compilatore), per cui era consuetudine per i programmatori lasciare delle sequenze di byte vuoti fra subroutine diverse o all'interno del programma principale per poter avere la possibilità di inserire nuove istruzioni senza dover digitare di nuovo tutto il programma. Anche le chiamate ("call")  alle subroutine di programma, come pure le istruzioni di "jump" (corrispondenti ai GOTO di vari linguaggi di programmazione) utilizzavano indirizzi assoluti di memoria, per cui in caso di spostamenti di una subroutine in memoria si dovevano modificare tutte le relative chiamate. Le chiamate o i salti di programma da un banco di memoria all'altro dovevano essere gestiti con istruzioni specifiche che riportavano anche il numero del banco di memoria da 1K di riferimento. Nonostante tali limitazioni la serie 4000 venne corredata in Italia dalla SAGA di package software per la gestione contabile aziendale, la gestione di magazzino e la gestione di paghe stipendi. All'estero i MAEL 4000 vennero commercializzati in numerosi stati. In Germania un MAEL 4000 era utilizzato alle Olimpiadi di Monaco del 1972  sul campo di atletica leggera.
- MAEL 2000 (1976) con microprocessore 8 bit F8 della Fairchild; taglie di memoria da 2 kB, 4 kB e 8 kB. Dotato di video, tastiera e floppy disk da 8". Si trattava di un vero e proprio minicomputer aziendale che veniva venduto per contabilità aziendale, gestione paghe e stipendi, gestione di magazzino, con software applicativi prodotti in Italia e per l'Italia dalla S.A.G.A. spa. Il software era programmato in assembler del processore. Era disponibile un compilatore che consentiva la compilazione del programma, mentre ancora non esisteva un sistema operativo.
- MAEL 5000 (1976) Serie di minicomputer (5100, 5300, 5500 e 5700 della foto). Sistema multiterminale e multiprogrammabile. Memoria da 64 A 128 kB. 2 o 4 drives da 1,355 MB ciascuno, video, tastiera e stampante da 120cps. Il software applicativo veniva realizzato principalmente in linguaggio Fortran IV Commerciale. Il sistema operativo, specializzato da Mael, era derivato da quello della GA (General Automation, azienda americana fondata nel 1968) ed era un vero e proprio sistema operativo real-time dotato anche di un gestore di files con indicizzazione dei records dei dati.
- MAEL 1000 (1977) computer professionale con microprocessore a 8 bit usato per data entry e analisi di dati, con stampante e floppy disk da 8 pollici. Video da 16x64 caratteri. Il computer costava circa 11 milioni di Lire
- Idea 1080 e 2080 (1981) con microprocessore Z80, sistema operativo CP/M. Monitor, stampante e un paio di floppy disk da 250 KB. Sviluppato quando Mael era indipendente da Olivetti, non è mai stato commercializzato perché poi, con l'acquisizione di Olivetti, si sarebbe sovrapposto ai prodotti della società acquirente.

### Terminali
- MAEL X12 (almeno dal 1983[3]) Terminale per l'automazione del Totocalcio, basato su CPU Z80 a 2,5 MHz, RAM 4Kb (ritirate nel 2003). Circa 27.000 unità installate. I dati delle giocate venivano stampati su cassette contenenti una banda cartacea (esternamente simili alle cassette VHS, ma con nastro di carta) con un codice a barre sviluppato allo scopo, che venivano poi rilette nelle sedi centrali del Totocalcio con appositi lettori MAEL. Nel 1987 i terminali vennero modificati per sostituire la banda cartacea con una capsula removibile di memoria (basata su EPROM 32 K non riscrivibile) antesignana delle attuali chiavette di memoria USB. Le capsule venivano lette nei centri del Totocalcio, con i terminali MAEL, e quindi cancellate con raggi UV per essere riutilizzate. Il terminale era dotato di lettore ottico di marcature progettato da Mael, stampante ad impatto per le schedine, batteria al piombo ricaricabile in tampone per consentire il gioco anche in assenza di tensione di rete. Utilizzato per la prima automazione del Totocalcio in Grecia (10.000 terminai) e Iugoslavia (Lotteria di Belgrado). Il software, sia di base che applicativo, era programmato in assembler Z80. Esisteva un compilatore,ma il terminale non era dotato di un sistema operativo.
- MAEL 401 (almeno dal 1983[3]) Terminale per emissione di biglietti ferroviari (1.500 terminali da sportello)
- MAEL 400, Terminale portatile per l'emissione di biglietti a bordo dei treni (2.800 terminali)
- MAEL 505/E (almeno dal 1983[3]) Terminale usato negli sportelli di Poste Italiane per la gestione del pagamento dei bollettini postali di conto corrente. È il primo terminale utilizzato da Poste per la gestione automatizzata dei bollettini postali agli sportelli. Ne furono installati circa 6.700 unità. Ogni terminale è costituito da due componenti: una unità con video-tastiera e unità di elaborazione basata su processore Z80 ed una unità di trattamento bollettini in grado di effettuare la lettura ottica della codeline OCR-B (con software di riconoscimento ottico sviluppato da Mael) e di stampa dei dati di convalida del pagamento e taglio dei bollettini stessi in matrice e ricevuta per il cliente.
- MAEL 301 terminale (circa 1984-1991) per il Totocalcio/Totip/Enalotto per lo sviluppo di sistemi ridotti. Venduto alle ricevitorie di raccolta del gioco in circa 8.000 unità in Italia. Basato su processore Z80 a 2,5 MHz. Costituito da un corpo unico che integra una stampante di schedine e un lettore ottico (con 13 sensori di marcature) di schedine di gioco e un piccolo display 2x16 caratteri con 8 tasti funzione. Una memoria rimovibile esterna, basata su EPROM da 32K) è utilizzata per la memorizzazione dei sistemi ridotti e per ampliamenti del software integrato nel terminale. Il lettore è utilizzato per leggere una speciale schedina dove il giocatore indica il sistema da sviluppare e il metodo da utilizzare per la riduzione del numero di colonne di pronostici da stampare in automatico sulle schedine di gioco (e poi da convalidare in ricevitoria con il terminale MAEL X12) per avere la garanzia certa di una vincita di seconda categoria (il 12 nel totocalcio) se il sistema originario è vincente (13 nel totocalcio). Il vantaggio per il giocatore è quello di giocare un quantitativo di colonne di gioco molto inferiore a quello determinato dallo sviluppo matematico del sistema. Il terminale era direttamente programmato in assembler Z80 senza utilizzo di un sistema operativo.
- MAEL 320 Terminale per il gioco del Lotto (1994), circa 25.750 terminali installati in Italia. Con questi terminali è stata realizzata la prima automazione del gioco del Lotto in Italia. I terminali hanno operato fin dall'inizio in modalità on-line real-time con trasmissione immediata delle giocate al sistema centrale. Nel 1994 costituiva la rete dati più estesa e capillare presente in Italia.
- MAEL 340. Terminale per il Totocalcio. È un terminale derivato come design e struttura dal modello MAEL X12 nel quale è stato integrato un modem a standard V.90 a 56.6 Kb/sec per reti PSTN per la trasmissione dei dati di gioco e potenziate tutte le caratteristiche: processore (NEC V-25 a 16 bit, compatibile con Intel 8086, con frequenza 16 MHz), impiego di un processore dedicato per la crittografia RISC a 8 bit ATMEL AT90s8515, lettore ottico di schedine a tecnologia CIS con 832 fototransistor su105 mm. di larghezza con risoluzione 200 dpi, stampante di schedine ad impatto, tastiera funzionale a 36 tasti, display operatore LCD monocromatico retroilluminato 4x40 caratteri, display lato cliente 1x16 caratteri, lettore di carte magnetiche. Il terminale è stato utilizzato per il totocalcio italiano a partire dal 1998 (3.000 unità utilizzate con trasmissione differita dei dati) e per l'automazione del gioco del Totocalcio in Tunisia effettuata dalla Mael nel 2000 (ancora operativa nel 2013).
- MAEL 350 (1998) Terminale per il gioco del lotto, circa 15.000 terminali installati in Italia.
- MAEL 380 (2003) terminale da ricevitoria per scommesse e lotterie. Al suo interno una motherboard pc-based con processore Pentium 3 o similari, un lettore scanner con larghezza 210mm. con caricatore di schedine con prelievo automatico. Dimensioni 36 x 40 x 42 cm. Venduto in Italia, India, Perù.
- MAEL 105 (2003) Terminali multiservizi per scommesse, 4.000 terminali portatili utilizzati nelle ricevitori Sisal per la raccolta del gioco Superenalotto.
- MAEL 205 (2003) Terminali multiservizi per negozi, lotterie, scommesse, da cui è stata derivata anche una versione speciale per il voto elettronico in Venezuela (dal 15/08/2004). Terminale che integra in un unico corpo macchina 22x32 cm di base (21 cm di altezza), un display a colori da 7,5" con touch screen, un lettore scanner per documenti/schedine fino a 120 cm di larghezza con riconoscimento di codici OCR, codici a barre e marcature, una stampante termica di ricevute con carta da 82.5 mm. di larghezza e rotolo di carta da 10 cm di diametro esterno, mini-tastiera funzionale o standard di integrata, processore Celeron 400 MHz o 800MHz, RAM 512 MB, hard disk vari tagli. Il terminale, dal 2004 al 2009, è stato venduto in 27.000 unità per il voto elettronico in Venezuela, 10.000 unità per varie lotterie nel mondo (Argentina, India, Cina, Tanzania, Azerbaijan, Uzbekistan, Russia, Saint Lucia & Saint Vincent) circa 10.000 unità in Italia per l'automazione di servizi nelle tabaccherie.
- MAEL 370/E (2006) Terminale per le ricevitorie del gioco del lotto. Dotato di display 12.1" TFT 1024x768 con touch screen ad onde acustiche superficiali, scanner integrato per la lettura di schedine di gioco e di documenti A4, motherboard con Intel Celeron 2GHz, stampante semi-integrata esterna PRJ200G (sviluppata da Olivetti) a tecnologia bubble inkjet, 150x150 dpi, velocità 45 mm/sec, interfaccia USB 1.1., per la stampa di ricevute di gioco, dotata anche di lettore integrato di bar code per la lettura di codice a barre prestampati sugli scontrini a fini di sicurezza (rotolo di scontrini con diametro esterno 140 mm., larghezza 81-82.5 mm). Il terminale è stato utilizzato dal 2006 in 35.000 ricevitorie del lotto in Italia (circa 44.000 terminai installati) e, dal 2007, in 600 agenzie della lotteria di Conception in Cile.